# Michel Gaudin (Polizist)
Michel Gaudin (* 9. August 1948 in Cosne-Cours-sur-Loire, Département Nièvre) ist ein französischer hoher Beamter. Er war von 2002 bis 2007 Generaldirektor der Police nationale und anschließend bis 2012 Polizeipräfekt von Paris.
Der Sohn eines Bäckers hat einen Maîtrise-Abschluss in Rechtswissenschaft sowie jeweils ein Diplôme d'études supérieures in Politikwissenschaften und öffentlichem Recht. Er absolvierte von 1980 bis 1982 die École nationale d’administration und trat dann als Zivilbeamter des Innenministeriums in den französischen Staatsdienst. Gaudin wurde u. a. als Unterpräfekt im Département Indre-et-Loire und als Generalsekretär der Präfektur im Département Loir-et-Cher (1985–1988) eingesetzt.
Als Directeur général des services (Leiter der Selbstverwaltungsbehörde) im Département Hauts-de-Seine (1991–1993) arbeitete er eng mit dem Präsidenten des Départementrats Charles Pasqua zusammen und lernte auch den damaligen Bürgermeister von  Neuilly-sur-Seine, Nicolas Sarkozy, kennen. Pasqua wurde 1993 Innenminister und holte Gaudin als Personal- und Ausbildungsleiter, dann als Verwaltungsleiter in die Generaldirektion der nationalen Polizei. Ab 1995 bekleidete er den Rang eines Präfekten, war allerdings weiterhin zum Dienst in der nationalen Polizeidirektion abgeordnet. Er kehrte 1998 in die Territorialverwaltung des Innenministeriums zurück und war bis 2002 Präfekt des Départements Gard.
Nicolas Sarkozy, der mittlerweile Innenminister war, ernannte Gaudin mit Wirkung vom 1. Juli 2002 zum Generaldirektor der nationalen Polizei (Directeur générale de la Police nationale, DGPN). Nach der Wahl Sarkozys zum Staatspräsidenten ernannte dieser Gaudin am 23. Mai 2007 zum Polizeipräfekten von Paris, er trat dieses Amt am 11. Juni 2007 an. Nach dem Regierungswechsel wurde er Ende Mai 2012 vom Amt des Polizeipräfekten entbunden und zum Conseiller d’État im außerordentlichen Dienst ernannt. Der Ex-Präsident Nicolas Sarkozy machte seinen Vertrauten Gaudin anschließend zum Leiter seines Büros (directeur de cabinet).
Michel Gaudin ist verheiratet und hat zwei Kinder.

## Auszeichnungen
- Kommandeur der Ehrenlegion
- Offizier des nationalen Verdienstordens (Ordre national du Mérite)